# Shintarō Katsu
Shintarō Katsu (勝 新太郎?, Katsu Shintarō, nato Toshio Okumura (奥村 利夫?, Okumura Toshio); Tokyo, 29 novembre 1931 – Kashiwa, 21 giugno 1997) è stato un attore, produttore cinematografico e regista giapponese. È famoso per aver recitato nelle serie Akumyō, Heitai Yakuza e Zatōichi.

## Biografia
Katsu era figlio di Minoru Okumura (奥 村 実?), noto artista kabuki conosciuto come Katsutōji Kineya (杵 屋 勝 東 治?) e che era rinomato per le sue abilità nagauta e shamisen, e fratello minore dell'attore Tomisaburō Wakayama.
Shintaro Katsu cominciò la sua carriera nell'intrattenimento come suonatore di shamisen ed, in seguito, passò alla recitazione. Negli anni '60 recitò contemporaneamente in tre serie di film di lunga durata, la serie Akumyo, la serie Heitai Yakuza e la serie Zatoichi.
Interpretò il ruolo dello spadaccino cieco Zatoichi in una serie di 25 film tra il 1962 e il 1973, in 100 episodi in una serie televisiva di quattro stagioni dal 1974 al 1979 e in un ventiseiesimo e ultimo film nel 1989, che ha anche diretto.
Nel 1967, Katsu ha fondato la società Katsu Productions.
Katsu ebbe una vita personale turbolenta. Gran bevitore, Katsu ebbe problemi con la legge per l'uso di droghe, tra cui marijuana, oppio e cocaina con arresti nel 1978, 1990 e 1992.
Aveva anche maturato la reputazione di piantagrane sul set. Quando il regista Akira Kurosawa lo scelse per il ruolo principale in Kagemusha (1980), Katsu se ne andò prima che il primo giorno di riprese fosse terminato. Pare che all'origine dell'incidente ci fosse un diverbio fra Katsu e lo stesso Kurosawa. A seguito di ciò, Katsu venne sostituito da Tatsuya Nakadai.
Nel 1962, si sposò con l'attrice Tamao Nakamura e fu padre dell'attore Ryutaro Gan.
Katsu produsse la serie di film jidai-geki basata sul manga Lone Wolf and Cub.
Morì di cancro alla faringe il 21 giugno 1997.
Il personaggio di Fujitora nella serie manga e anime One Piece si basa sul suo aspetto fisico quando interpretava il samurai Zatoichi.